# Philippe de Luxembourg
 (mars 2013).
Si vous disposez d'ouvrages ou d'articles de référence ou si vous connaissez des sites web de qualité traitant du thème abordé ici, merci de compléter l'article en donnant les références utiles à sa vérifiabilité et en les liant à la section « Notes et références ».
Philippe de Luxembourg, le cardinal du Mans, le cardinal du Luxembourg (né en 1445 en France, et mort le 2 juin 1519) au Mans, est un cardinal français du XVe siècle et du début du XVIe siècle.
Il est le fils du quasi-cardinal Thibaud de Luxembourg, le petit-neveu du cardinal Louis de Luxembourg (1439) et l'arrière-petit-neveu du cardinal Pierre de Luxembourg (1384). Son nom vient du fait qu'il était un descendant de 8e génération de Henri V, comte de Luxembourg, appartenant donc à la branche française de la maison de Luxembourg.

## Biographie
Philippe de Luxembourg est évêque du Mans (1477), évêque de Thérouanne (1498) et cardinal, évêque de Saint-Pons (1509), et évêque d'Arras (1512). C'est un des plus riches prélats du royaume. Il est nommé en 1516 légat du pape en France. Il est le fondateur du collège du Mans à Paris.
Philippe est élu évêque du Mans en 1477 en succession de son père. Il résigne en 1507 au profit de son neveu François de Luxembourg mais il occupe de nouveau le siège du Mans après la mort de son neveu en 1509. Le pape Alexandre VI le crée cardinal lors du consistoire du 21 janvier 1495, à la demande de son cousin, le roi Charles VIII. Le cardinal de Luxembourg est élu évêque de Thérouanne en 1496, poste qu'il occupe jusqu'à 1507. En 1509, il est aussi nommé évêque de Saint-Pons-de-Thomières.  
Le cardinal de Luxembourg ne participe pas aux deux conclaves de 1503 (élection de Pie III et de Jules II), ni à celui de 1513, lors duquel Léon X est élu. Il est encore évêque d'Arras en 1514-1516 et abbé commendataire de l'abbaye de Jumièges, de l'abbaye Saint-Vincent du Mans (1466), de l'abbaye Saint-Martin de Sées, d'Entremont (1486-1519). Philippe de Luxembourg est un des prélats le plus riches de son époque. En 1516, il est nommé légat apostolique en France. Il officia aux obsèques de la reine Anne en la cathédrale Notre-Dame puis à l'abbaye de Saint-Denis et, après que François Ier fut monté sur le trône, couronna la reine Claude.